# Marele Premiu al Marii Britanii
Marele Premiu al Marii Britanii face parte din calendarul competițional al Campionatului Mondial de Formula 1 organizat de FIA. În prezent se desfășoară pe Circuitul Silverstone din apropierea satului Silverstone din  Northamptonshire. Împreună cu Marele Premiu al Italiei este cel mai vechi Mare Premiu din Formula 1, desfășurat fără întrerupere.

## Istoric
În Marea Britanie, primul Mare Premiu destinat automobilelor a fost organizat în anul 1926 la Brooklands, de către Henry Segrave. Interesul pentru acest sport crescuse anterior datorită victoriilor obținute de Segrave în Marele Premiu al Franței din 1923 și în cel al Spaniei din 1924. Întâiul Mare Premiu disputat în insulă a fost câștigat de echipa franceză Louis Wagner-Robert Sénéchal. Ei au condus un Delage 155B.
După debutul campionatului de F1 (1950), Silverstone a găzduit regulat cursa. De amintit că Marele Premiu al Marii Britanii a fost prima întrecere desfășurată în cadrul Campionatului Mondial de F1. După 1987 toate Marile Premii ale Marii Britanii s-au desfășurat aici. Între 1964 și 1986, Silverstone a alternat organizarea competiției cu Circuitul Brands Hatch, iar între 1955 și 1962 cu Aintree (celebră pentru cursele de cai desfășurate aici).
Înainte de modificarea sa completă din 1991, circuitul de la Silverstone era unul dintre cele mai rapide din calendarul Formulei 1. Piloții pur și simplu adorau virajele Copse, Stowe și Club, viraje foarte iuți și solicitante. Campionul mondial din 1982, Keke Rosberg, a deținut timp de 16 ani recordul pe tur de pistă înregistrat în sesiunile de calificare. În 1985, el a rulat aici cu o viteză medie de 258,983 km/h (160,92 mph).
În perioada modernă, la Silverstone s-au desfășurat câteva curse memorabile, câștigate de piloți britanici: John Watson (1981), Nigel Mansell (1987, 1991, 1992), Damon Hill (1994) și David Coulthard (1999, 2000).
Viitorul cursei este pus sub semnul întrebării din cauza unei dispute între BRDC (proprietarii circuitului de la Silverstone) și reprezentanții Formulei 1. Conflictul datează din 2003 și este reprezentat de o neînțelegere cu privire la fondurile necesare îmbunătățirii facilităților circuitului.
În octombrie 2004, întrucât BRDC a refuzat să plătească taxa solicitată de Bernie Ecclestone, Marele Premiu al Marii Britanii a fost exclus din calendarul competițional al anului 2005. În cele din urmă, după luni de negocieri între BRDC, Ecclestone și constructorii din Formula 1, s-a hotărât ca, până în anul 2009, Silverstone să găzduiască în continuare curse de F1.
În 2019 a fost semnat un nou contract ca Silverstone să gazduiască Marele Premiu al Marii Britanii până în 2024.

## Sponsori
RAC British Grand Prix 1950-1970, 1995-1999

Hitachi British Grand Prix 1994

RAC Woolmark British Grand Prix 1971

John Player British Grand Prix 1972-1978

Marlboro British Grand Prix 1979-1985

Shell Oils British Grand Prix 1986-1988

Shell British Grand Prix 1989

Fosters British Grand Prix 1990-1993, 2000-2006

Santander British Grand Prix 2007-2014

Rolex British Grand Prix 2017-

## Edițiile Marelui Premiu al Marii Britanii (Formula 1)
| An     | Pole position         | Cel mai rapid tur                                                                                             | Pilotul câștigător        | Constructorul câștigător   | Circuit      | Detalii |
| ------ | --------------------- | --- | ------------------------- | -------------------------- | ------------ | ------- |
| 2024   | George Russell        | Carlos Sainz Jr.                                                                                              | Lewis Hamilton            | Mercedes                   | Silverstone  | Detalii |
| 2023   | Max Verstappen        | Max Verstappen                                                                                                | Max Verstappen            | Red Bull Racing-Honda RBPT | Silverstone  | Detalii |
| 2022   | Carlos Sainz Jr.      | Lewis Hamilton                                                                                                | Carlos Sainz Jr.          | Ferrari                    | Silverstone  | Detalii |
| 2021   | Max Verstappen        | Sergio Pérez                                                                                                  | Lewis Hamilton            | Mercedes                   | Silverstone  | Detalii |
| 2020   | Lewis Hamilton        | Max Verstappen                                                                                                | Lewis Hamilton            | Mercedes                   | Silverstone  | Detalii |
| 2019   | Valtteri Bottas       | Lewis Hamilton                                                                                                | Lewis Hamilton            | Mercedes                   | Silverstone  | Detalii |
| 2018   | Lewis Hamilton        | Sebastian Vettel                                                                                              | Sebastian Vettel          | Ferrari                    | Silverstone  | Detalii |
| 2017   | Lewis Hamilton        | Lewis Hamilton                                                                                                | Lewis Hamilton            | Mercedes                   | Silverstone  | Detalii |
| 2016   | Lewis Hamilton        | Nico Rosberg                                                                                                  | Lewis Hamilton            | Mercedes                   | Silverstone  | Detalii |
| 2015   | Lewis Hamilton        | Lewis Hamilton                                                                                                | Lewis Hamilton            | Mercedes                   | Silverstone  | Detalii |
| 2014   | Nico Rosberg          | Lewis Hamilton                                                                                                | Lewis Hamilton            | Mercedes                   | Silverstone  | Detalii |
| 2013   | Lewis Hamilton        | Mark Webber                                                                                                   | Nico Rosberg              | Mercedes                   | Silverstone  | Detalii |
| 2012   | Fernando Alonso       | Kimi Räikkönen                                                                                                | Mark Webber               | Red Bull Racing-Renault    | Silverstone  | Detalii |
| 2011   | Mark Webber           | Fernando Alonso                                                                                               | Fernando Alonso           | Ferrari                    | Silverstone  | Detalii |
| 2010   | Sebastian Vettel      | Fernando Alonso                                                                                               | Mark Webber               | RBR-Renault                | Silverstone  | Detalii |
| 2009   | Sebastian Vettel      | Sebastian Vettel                                                                                              | Sebastian Vettel          | RBR-Renault                | Silverstone  | Detalii |
| 2008   | Heikki Kovalainen     | Kimi Räikkönen                                                                                                | Lewis Hamilton            | McLaren-Mercedes           | Silverstone  | Detalii |
| 2007   | Lewis Hamilton        | Kimi Räikkönen                                                                                                | Kimi Räikkönen            | Ferrari                    | Silverstone  | Detalii |
| 2006   | Fernando Alonso       | Fernando Alonso                                                                                               | Fernando Alonso           | Renault                    | Silverstone  | Detalii |
| 2005   | Fernando Alonso       | Kimi Räikkönen                                                                                                | Juan Pablo Montoya        | McLaren-Mercedes           | Silverstone  | Detalii |
| 2004   | Kimi Räikkönen        | Michael Schumacher                                                                                            | Michael Schumacher        | Ferrari                    | Silverstone  | Detalii |
| 2003   | Rubens Barrichello    | Rubens Barrichello                                                                                            | Rubens Barrichello        | Ferrari                    | Silverstone  | Detalii |
| 2002   | Juan Pablo Montoya    | Rubens Barrichello                                                                                            | Michael Schumacher        | Ferrari                    | Silverstone  | Detalii |
| 2001   | Michael Schumacher    | Mika Häkkinen                                                                                                 | Mika Häkkinen             | McLaren-Mercedes           | Silverstone  | Detalii |
| 2000   | Rubens Barrichello    | Mika Häkkinen                                                                                                 | David Coulthard           | McLaren-Mercedes           | Silverstone  | Detalii |
| 1999   | Mika Häkkinen         | Mika Häkkinen                                                                                                 | David Coulthard           | McLaren-Mercedes           | Silverstone  | Detalii |
| 1998   | Mika Häkkinen         | Michael Schumacher                                                                                            | Michael Schumacher        | Ferrari                    | Silverstone  | Detalii |
| 1997   | Jacques Villeneuve    | Michael Schumacher                                                                                            | Jacques Villeneuve        | Williams-Renault           | Silverstone  | Detalii |
| 1996   | Damon Hill            | Jacques Villeneuve                                                                                            | Jacques Villeneuve        | Williams-Renault           | Silverstone  | Detalii |
| 1995   | Damon Hill            | Damon Hill | Johnny Herbert            | Benetton-Renault           | Silverstone  | Detalii |
| 1994   | Damon Hill            | Damon Hill | Damon Hill                | Williams-Renault           | Silverstone  | Detalii |
| 1993   | Alain Prost           | Damon Hill | Alain Prost               | Williams-Renault           | Silverstone  | Detalii |
| 1992   | Nigel Mansell         | Nigel Mansell                                                                                                 | Nigel Mansell             | Williams-Renault           | Silverstone  | Detalii |
| 1991   | Nigel Mansell         | Nigel Mansell                                                                                                 | Nigel Mansell             | Williams-Renault           | Silverstone  | Detalii |
| 1990   | Nigel Mansell         | Nigel Mansell                                                                                                 | Alain Prost               | Ferrari                    | Silverstone  | Detalii |
| 1989   | Ayrton Senna          | Nigel Mansell                                                                                                 | Alain Prost               | McLaren-Honda              | Silverstone  | Detalii |
| 1988   | Gerhard Berger        | Nigel Mansell                                                                                                 | Ayrton Senna              | McLaren-Honda              | Silverstone  | Detalii |
| 1987   | Nelson Piquet         | Nigel Mansell                                                                                                 | Nigel Mansell             | Williams-Honda             | Detalii      |         |
| 1986   | Nelson Piquet         | Nigel Mansell                                                                                                 | Nigel Mansell             | Williams-Honda             | Brands Hatch | Detalii |
| 1985   | Keke Rosberg          | Alain Prost                                                                                                   | Alain Prost               | McLaren-TAG                | Silverstone  | Detalii |
| 1984   | Nelson Piquet         | Niki Lauda | Niki Lauda                | McLaren-TAG                | Brands Hatch | Detalii |
| 1983   | René Arnoux           | Alain Prost                                                                                                   | Alain Prost               | Renault                    | Silverstone  | Detalii |
| 1982   | Keke Rosberg          | Brian Henton                                                                                                  | Niki Lauda                | McLaren-Ford               | Brands Hatch | Detalii |
| 1981   | René Arnoux           | René Arnoux                                                                                                   | John Watson               | McLaren-Ford               | Silverstone  | Detalii |
| 1980   | Didier Pironi         | Didier Pironi                                                                                                 | Alan Jones                | Williams-Ford              | Brands Hatch | Detalii |
| 1979   | Alan Jones            | Clay Regazzoni                                                                                                | Clay Regazzoni            | Williams-Ford              | Silverstone  | Detalii |
| 1978   | Ronnie Peterson       | Niki Lauda | Carlos Reutemann          | Ferrari                    | Brands Hatch | Detalii |
| 1977   | James Hunt            | James Hunt | James Hunt                | McLaren-Ford               | Silverstone  | Detalii |
| 1976   | Niki Lauda            | Niki Lauda | Niki Lauda                | Ferrari                    | Brands Hatch | Detalii |
| 1975   | Tom Pryce             | Clay Regazzoni                                                                                                | Emerson Fittipaldi        | McLaren-Ford               | Silverstone  | Detalii |
| 1974   | Niki Lauda            | Niki Lauda | Jody Scheckter            | Tyrrell-Ford               | Brands Hatch | Detalii |
| 1973   | Ronnie Peterson       | James Hunt | Peter Revson              | McLaren-Ford               | Silverstone  | Detalii |
| 1972   | Jacky Ickx            | Jackie Stewart                                                                                                | Emerson Fittipaldi        | Lotus-Ford                 | Brands Hatch | Detalii |
| 1971   | Clay Regazzoni        | Jackie Stewart                                                                                                | Jackie Stewart            | Tyrrell-Ford               | Silverstone  | Detalii |
| 1970   | Jochen Rindt          | Jack Brabham                                                                                                  | Jochen Rindt              | Lotus-Ford                 | Brands Hatch | Detalii |
| 1969   | Jochen Rindt          | Jackie Stewart                                                                                                | Jackie Stewart            | Matra-Ford                 | Silverstone  | Detalii |
| 1968   | Graham Hill           | Jo Siffert | Jo Siffert                | Lotus-Ford                 | Brands Hatch | Detalii |
| 1967   | Jim Clark             | Denny Hulme                                                                                                   | Jim Clark                 | Lotus-Ford                 | Silverstone  | Detalii |
| 1966   | Jack Brabham          | Jack Brabham                                                                                                  | Jack Brabham              | Brabham-Repco              | Brands Hatch | Detalii |
| 1965   | Jim Clark             | Graham Hill                                                                                                   | Jim Clark                 | Lotus-Climax               | Silverstone  | Detalii |
| 1964   | Jim Clark             | Jim Clark | Jim Clark                 | Lotus-Climax               | Brands Hatch | Detalii |
| 1963   | Jim Clark             | John Surtees                                                                                                  | Jim Clark                 | Lotus-Climax               | Silverstone  | Detalii |
| 1962   | Jim Clark             | Jim Clark | Jim Clark                 | Lotus-Climax               | Aintree      | Detalii |
| 1961   | Phil Hill             | Tony Brooks                                                                                                   | Wolfgang von Trips        | Ferrari                    | Aintree      | Detalii |
| 1960   | Jack Brabham          | Graham Hill                                                                                                   | Jack Brabham              | Cooper-Climax              | Silverstone  | Detalii |
| 1959   | Jack Brabham          | Stirling Moss Bruce McLaren                                                                                   | Jack Brabham              | Cooper-Climax              | Aintree      | Detalii |
| 1958   | Stirling Moss         | Mike Hawthorn                                                                                                 | Peter Collins             | Ferrari                    | Silverstone  | Detalii |
| 1957   | Stirling Moss         | Stirling Moss                                                                                                 | Tony Brooks Stirling Moss | Vanwall                    | Aintree      | Detalii |
| 1956   | Stirling Moss         | Stirling Moss                                                                                                 | Juan Manuel Fangio        | Ferrari                    | Silverstone  | Detalii |
| 1955   | Stirling Moss         | Stirling Moss                                                                                                 | Stirling Moss             | Mercedes-Benz              | Aintree      | Detalii |
| 1954   | Juan Manuel Fangio    | Alberto Ascari Jean Behra Juan Manuel Fangio José Froilán González Mike Hawthorn Onofre Marimón Stirling Moss | José Froilán González     | Ferrari                    | Silverstone  | Detalii |
| 1953   | Alberto Ascari        | Alberto Ascari José Froilán González                                                                          | Alberto Ascari            | Ferrari                    | Silverstone  | Detalii |
| 1952   | Giuseppe Farina       | Alberto Ascari                                                                                                | Alberto Ascari            | Ferrari                    | Silverstone  | Detalii |
| 1951   | José Froilán González | Giuseppe Farina                                                                                               | José Froilán González     | Ferrari                    | Silverstone  | Detalii |
| 1950   | Giuseppe Farina       | Giuseppe Farina                                                                                               | Giuseppe Farina           | Alfa Romeo                 | Silverstone  | Detalii |
| An     | Pole position         | Cel mai rapid tur                                                                                             | Pilotul câștigător        | Constructorul câștigător   | Circuit      | Detalii |
| Surse: |                       | |                           |                            |              |         |

### Statistici
14 piloți au obținut cel puțin câte un hat-trick (pole position, cel mai rapid tur și victorie într-o cursă): Giuseppe Farina în 1950, Alberto Ascari în 1953, Stirling Moss în 1955 și 1957, Jim Clark în 1962 și 1964, Jack Brabham în 1966, Niki Lauda în 1976, James Hunt în 1977, Nigel Mansell în 1991 și 1992, Damon Hill în 1994, Rubens Barrichello în 2003, Fernando Alonso în 2006, Sebastian Vettel în 2009, Lewis Hamilton în 2015 și 2017 și Max Verstappen în 2023.
Piloții și echipele îngroșate concurează în sezonul actual de Formula 1.

#### Multipli câștigători
| Victorii | Pilot                 | Ani                                                  |
| -------- | --------------------- | ---------------------------------------------------- |
| 9        | Lewis Hamilton        | 2008, 2014, 2015, 2016, 2017, 2019, 2020, 2021, 2024 |
| 5        | Jim Clark             | 1962, 1963, 1964, 1965, 1967                         |
| 5        | Alain Prost           | 1983, 1985, 1989, 1990, 1993                         |
| 4        | Nigel Mansell         | 1986, 1987, 1991, 1992                               |
| 3        | Jack Brabham          | 1959, 1960, 1966                                     |
| 3        | Niki Lauda            | 1976, 1982, 1984                                     |
| 3        | Michael Schumacher    | 1998, 2002, 2004                                     |
| 2        | Alberto Ascari        | 1952, 1953                                           |
| 2        | José Froilán González | 1951, 1954                                           |
| 2        | Stirling Moss         | 1955, 1957                                           |
| 2        | Jackie Stewart        | 1969, 1971                                           |
| 2        | Emerson Fittipaldi    | 1972, 1975                                           |
| 2        | Jacques Villeneuve    | 1996, 1997                                           |
| 2        | David Coulthard       | 1999, 2000                                           |
| 2        | Fernando Alonso       | 2006, 2011                                           |
| 2        | Sebastian Vettel      | 2009, 2018                                           |
| 2        | Mark Webber           | 2010, 2012                                           |
| Sursa:   |                       |                                                      |

| Victorii | Constructor     | Ani |
| -------- | --------------- | --- |
| 18       | Ferrari         | 1951, 1952, 1953, 1954, 1956, 1958, 1961, 1976, 1978, 1990, 1998, 2002, 2003, 2004, 2007, 2011, 2018, 2022 |
| 14       | McLaren         | 1973, 1975, 1977, 1981, 1982, 1984, 1985, 1988, 1989, 1999, 2000, 2001, 2005, 2008                         |
| 10       | Williams        | 1979, 1980, 1986, 1987, 1991, 1992, 1993, 1994, 1996, 1997                                                 |
| 10       | Mercedes        | 1955, 2013, 2014, 2015, 2016, 2017, 2019, 2020, 2021, 2024                                                 |
| 8        | Lotus           | 1962, 1963, 1964, 1965, 1967, 1968, 1970, 1972                                                             |
| 4        | Red Bull Racing | 2009, 2010, 2012, 2023                                                                                     |
| 2        | Cooper          | 1959, 1960                                                                                                 |
| 2        | Tyrrell         | 1971, 1974                                                                                                 |
| 2        | Renault         | 1983, 2006                                                                                                 |
| Surse:   |                 | |

#### Multipli deținători depole position
| Pole-uri | Pilot              | Ani                                      |
| -------- | ------------------ | ---------------------------------------- |
| 7        | Lewis Hamilton     | 2007, 2013, 2015, 2016, 2017, 2018, 2020 |
| 5        | Jim Clark          | 1962, 1963, 1964, 1965, 1967             |
| 4        | Stirling Moss      | 1955, 1956, 1957, 1958                   |
| 3        | Jack Brabham       | 1959, 1960, 1966                         |
| 3        | Nelson Piquet      | 1984, 1986, 1987                         |
| 3        | Nigel Mansell      | 1990, 1991, 1992                         |
| 3        | Damon Hill         | 1994, 1995, 1996                         |
| 3        | Fernando Alonso    | 2005, 2006, 2012                         |
| 2        | Giuseppe Farina    | 1950, 1952                               |
| 2        | Jochen Rindt       | 1969, 1970                               |
| 2        | Niki Lauda         | 1974, 1976                               |
| 2        | Ronnie Peterson    | 1973, 1978                               |
| 2        | René Arnoux        | 1981, 1983                               |
| 2        | Keke Rosberg       | 1982, 1985                               |
| 2        | Mika Häkkinen      | 1998, 1999                               |
| 2        | Rubens Barrichello | 2000, 2003                               |
| 2        | Sebastian Vettel   | 2009, 2010                               |
| 2        | Max Verstappen     | 2021, 2023                               |

#### Multipli deținători de cel mai rapid tur
| CMRT | Pilot                 | Ani                                      |
| ---- | --------------------- | ---------------------------------------- |
| 7    | Nigel Mansell         | 1986, 1987, 1988, 1989, 1990, 1991, 1992 |
| 5    | Stirling Moss         | 1954, 1955, 1956, 1957, 1959             |
| 5    | Lewis Hamilton        | 2014, 2015, 2017, 2019, 2022             |
| 4    | Niki Lauda            | 1974, 1976, 1978, 1984                   |
| 4    | Kimi Räikkönen        | 2005, 2007, 2008, 2012                   |
| 3    | Alberto Ascari        | 1952, 1953, 1954                         |
| 3    | Jackie Stewart        | 1969, 1971, 1972                         |
| 3    | Damon Hill            | 1993, 1994, 1995                         |
| 3    | Mika Häkkinen         | 1999, 2000, 2001                         |
| 3    | Michael Schumacher    | 1997, 1998, 2004                         |
| 3    | Fernando Alonso       | 2006, 2010, 2011                         |
| 2    | Giuseppe Farina       | 1950, 1951                               |
| 2    | José Froilán González | 1953, 1954                               |
| 2    | Mike Hawthorn         | 1954, 1958                               |
| 2    | Jim Clark             | 1962, 1964                               |
| 2    | Graham Hill           | 1960, 1965                               |
| 2    | Jack Brabham          | 1966, 1970                               |
| 2    | James Hunt            | 1973, 1977                               |
| 2    | Clay Regazzoni        | 1975, 1979                               |
| 2    | Alain Prost           | 1983, 1985                               |
| 2    | Rubens Barrichello    | 2002, 2003                               |
| 2    | Sebastian Vettel      | 2009, 2018                               |
| 2    | Max Verstappen        | 2020, 2023                               |

## Câștigătorii Marelui Premiu al Marii Britanii (Non-Formula 1)
Câștigătorii edițiilor care nu au făcut parte din Campionatul Mondial de Formula 1.
| An   | Pilot                        | Constructor | Locație     |
| ---- | ---------------------------- | ----------- | ----------- |
| 1949 | Emmanuel de Graffenried      | Maserati    | Silverstone |
| 1948 | Luigi Villoresi              | Maserati    | Silverstone |
| 1927 | Robert Benoist               | Delage      | Brooklands  |
| 1926 | Louis Wagner Robert Sénéchal | Delage      | Brooklands  |